# Chaetolauxania platystylis
Chaetolauxania platystylis är en tvåvingeart som beskrevs av Mitsuhiro Sasakawa 2001. Chaetolauxania platystylis ingår i släktet Chaetolauxania och familjen lövflugor. Inga underarter finns listade i Catalogue of Life.